# Собор Святих Кирила і Мефодія (Прага)
Кафедральний собор Святих Кирила і Мефодія або Катедральний собор Святих Кирила і Методія (чеськ. Kostel sv. Cyrila a Metoděje) — культова споруда, головний православний храм Праги, кафедра голови Празької єпархії Православної церкви Чеських земель і Словаччини. У випадку обрання Предстоятелем архієпископа Празького цей собор також є головною кафедрою усієї Православної церкви Чеських Земель і Словаччини.

## Історія
Храм збудували як римо-католицький костел. Будівництво тривало з 1730 до 1736 за проєктом архітектора Кіліана Ігнація Дінценгофера. Будівля була присвячена Карло Борромео. Проте в 1783 році богослужіння тут були припинені.
29 липня 1933 за рішенням Ради міністрів Чехословацької республіки будівлю передали православним. Тоді храм було освячено на честь святих Кирила і Мефодія, чия місія охоплювала, зокрема, і чеські землі.
У 1942 році під час Другої світової війни собор був місцем, де ховалися чеські та словацькі патріоти, які вбили Рейнхарда Гейдріха. Нині в будівлі діє музей пам'яті героїв Опору.

## Галерея

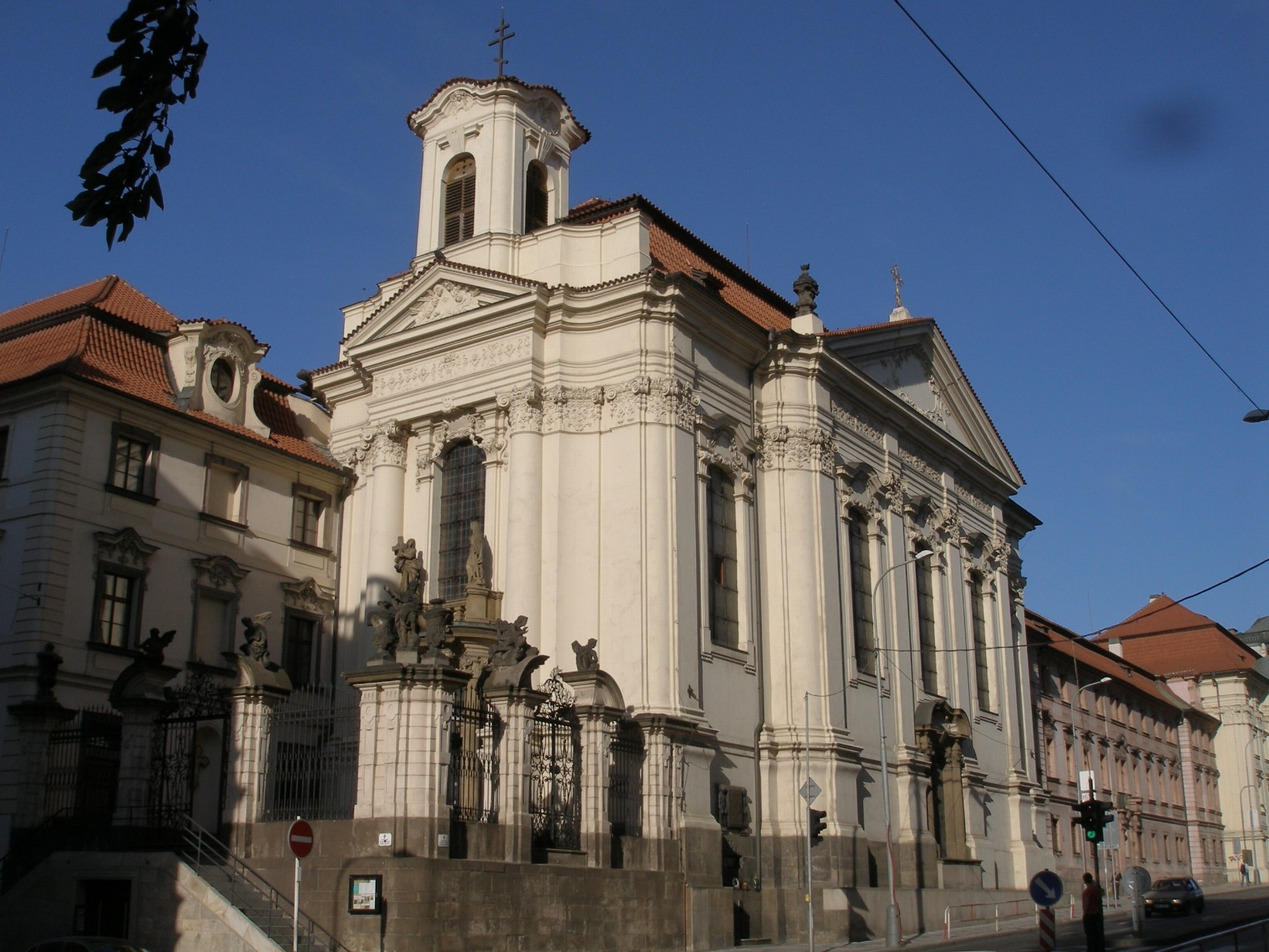
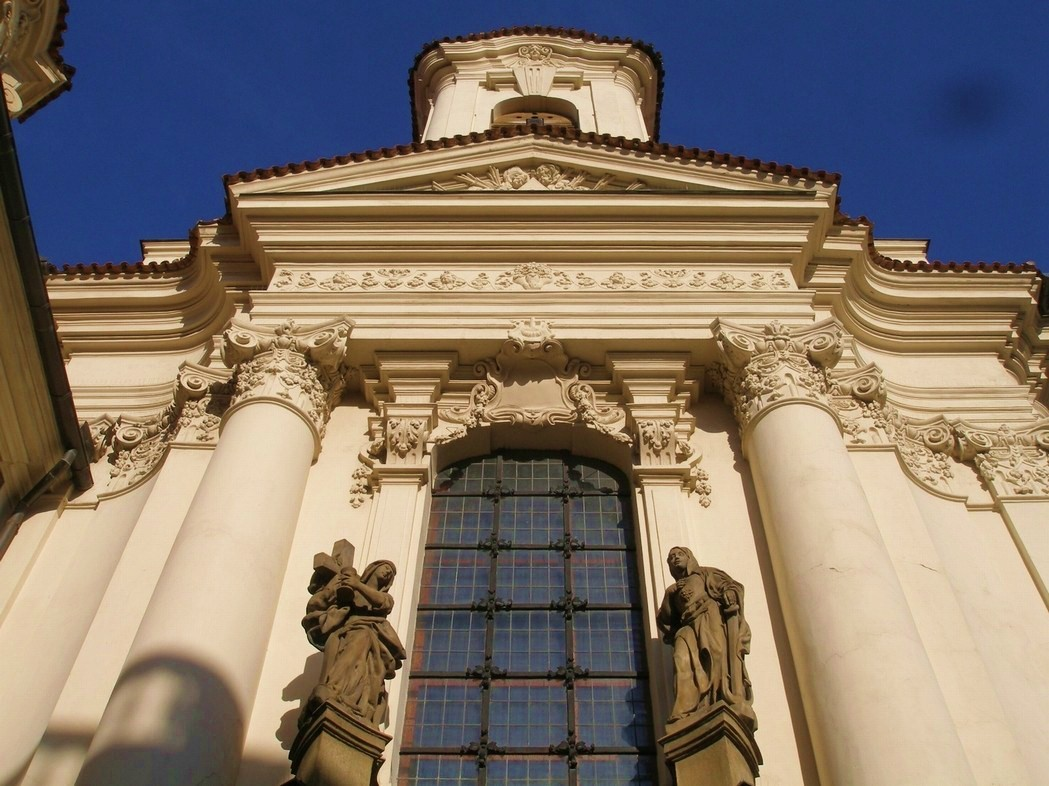
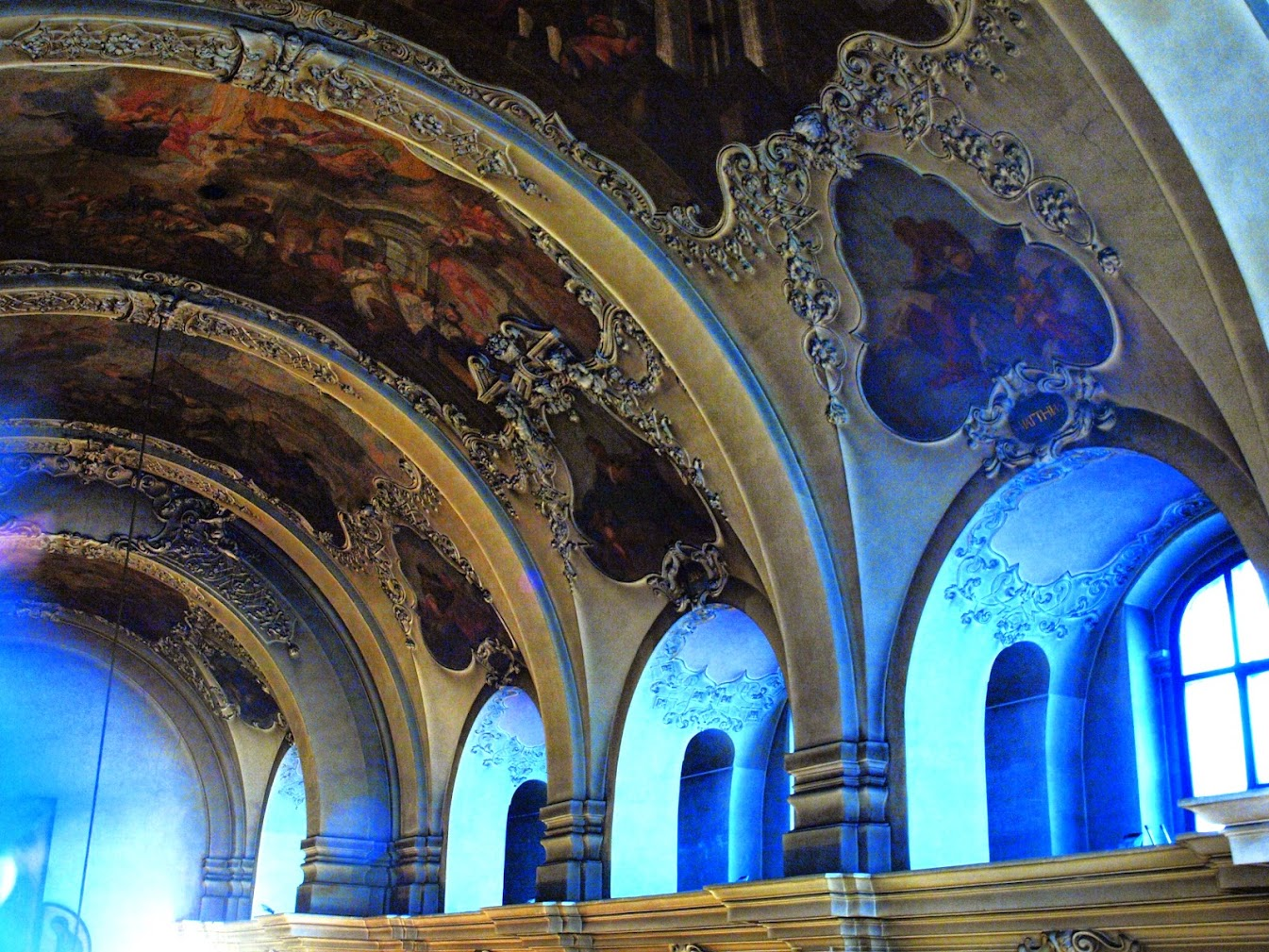
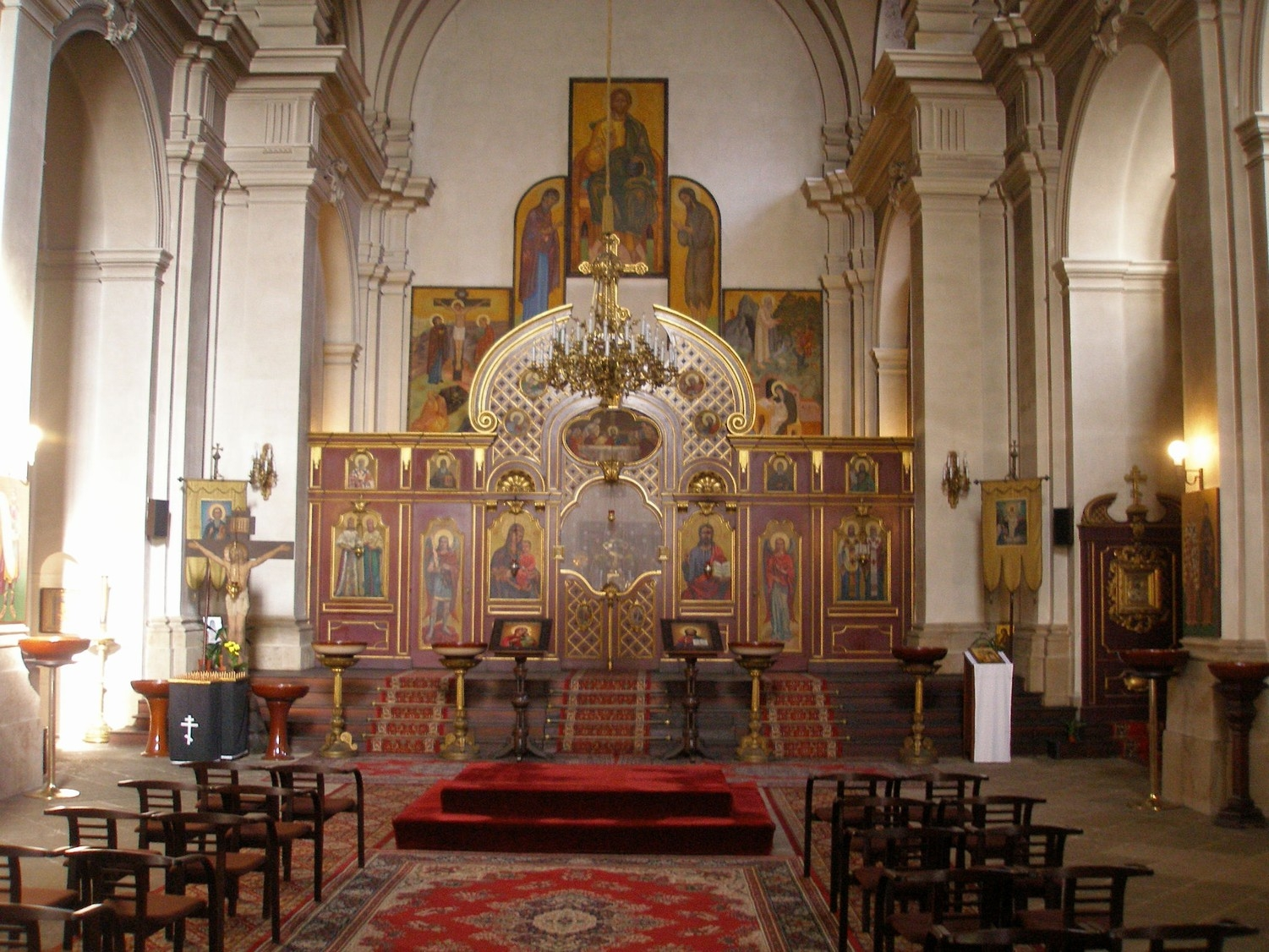